# Amerila canara
Amerila canara là một loài bướm đêm thuộc phân họ Arctiinae, họ Erebidae.